# Александар Ланжерон
Александар Ланжерон (фр. Alexandre-Louis Andrault de Langeron; Париз, 24. јануар 1763 — Одеса, 16. јул 1831) је био руски генерал француског порекла.

## Биографија
Учествовао је у саставу француског експедиционог корпуса на страни Американаца у Америчком рату за независност. Након избијања Француске револуције, емигрирао је и прикључио се руској војсци. Учествовао је у Руско-шведском и Руско-турском рату. У Француским револуционарним ратовима, борио се на страни Руса и Аустријанаца против Француске. Учествовао је и у Наполеоновим ратовима. У бици код Аустерлица, командује 2. руском колоном под командом Буксгевдена. Учествовао је и у Руско-турском рату (1806–12) у коме је 1809. године тукао надмоћнију турску коњицу која се упутила ка Букурешту. Борио се у армији Чичагова у Наполеоновој инвазији на Русију. Учествовао је и у бици код Лајпцига као командант левог крила. Одбацио је две француске дивизије. Дана 18. октобра 1813. одбацио је Неја и Мармона код Шенефилда. Заузео је Монмартр у походу на Париз. У Наполеонових 100 дана, блокирао је Тионвил, Мец, Верден и Соасон. Учествовао је и у Руско-турском рату (1828–1829). Накратко је командовао Дунавском армијом с којом је заузео Турну-Мегуреле и мостобран код Никопоља.